# Angul (distrikt)
Angul District är ett distrikt i Indien.   Det ligger i delstaten Odisha, i den östra delen av landet, 1 200 km sydost om huvudstaden New Delhi. Antalet invånare är 1 273 821.
Följande samhällen finns i Angul District:
- Angul
- Tālcher
- Kaintarāgarh